# Lignjica
Lignjica (lat. Alloteuthis media) sitna je vrsta lignje koja naraste svega 10-15 cm max., a ipak je najčešće to nekoliko centimetara.

## Opis
Dvije vrste roda alleoteuthis iz obitelji loligindae su brojne u Jadranu i često se nađu u koćarskim prilovima.  Ova vrsta lovi se srednjim dubinama bez obzira na vrstu dna. Osim koćama ponekad se nađe i u obalnim povlačnim mrežama poput migavice koje ponekad prođu i nešto malo dublje dno. Naselja su joj dublje od 50 metara. Može proizvesti svjetlost upotrebljavajući žlijezde u kojima se nalaze bakterije (bioluminiscencija). 

## Lignja u ljudskoj prehrani
Jako je ukusna ali se zbog sitnog rasta rijetko nađe u prodaji.

## Vanjske poveznice
- Riblje oko  Arhivirana inačica izvorne stranice od 8. veljače 2010. (Wayback Machine)